# Zali Steggall
Zali Steggall (Manly, 16 aprile 1974) è una politica ed ex sciatrice alpina australiana, campionessa del mondo nello slalom speciale a Vail/Beaver Creek 1999 e dal 2019 membro della Camera dei rappresentanti del suo Paese.
È stata una delle prime atlete australiane a ottenere buoni risultati nello sci alpino e nel suo palmarès figurano anche una vittoria in Coppa del Mondo e la medaglia di bronzo nello slalom speciale ai XVIII Giochi olimpici invernali di Nagano 1998.

## Biografia
È nipote del rugbista Jack, sorella del snowboarder Zeke ed è stata moglie del canottiere David Cameron, tutti a loro volta atleti di alto livello.

### Carriera sciistica

#### Stagioni 1992-1998
Specialista delle prove tecniche, la Steggall debuttò in campo internazionale in occasione dei XVI Giochi olimpici invernali di Albertville 1992, dove si classificò 23ª nello slalom gigante e non completò lo slalom speciale e la combinata. Nella stagione successiva prese parte ai Mondiali di Morioka 1993, sua prima presenza iridata, piazzandosi 31ª nello slalom gigante e 32ª nello slalom speciale; il 27 marzo dello stesso anno colse a Åre il suo primo piazzamento di rilievo in Coppa del Mondo, chiudendo 20ª in slalom gigante.
Ai XVII Giochi olimpici invernali di Lillehammer 1994 si classificò 24ª nello slalom gigante, 22ª nello slalom speciale e non portò a termine la combinata, così come gli slalom speciali iridati dei successivi Mondiali di Sierra Nevada 1996 e Sestriere 1997. Il 23 novembre 1997 colse la sua unica vittoria in Coppa del Mondo, nonché primo podio, nello slalom speciale disputato a Park City e nella stessa stagione vinse la medaglia di bronzo nello slalom speciale ai XVIII Giochi olimpici invernali di Nagano 1998. 

#### Stagioni 1999-2002
Nella stagione 1998-1999, dopo aver conquistato il suo secondo e ultimo podio in Coppa del Mondo (2ª in slalom speciale a Mammoth Mountain il 3 dicembre), raggiunse l'apice della carriera conquistando la medaglia d'oro nello slalom speciale ai Mondiali di Vail/Beaver Creek.
Al congedo iridato, Sankt Anton am Arlberg 2001, la Steggall si classificò 25ª nello slalom gigante e non concluse lo slalom speciale; la sua ultima gara in Coppa del Mondo fu lo slalom speciale di Åre del 3 febbraio 2002, dove fu 18ª, e la sua ultima gara in carriera fu lo slalom speciale dei XIX Giochi olimpici invernali di Salt Lake City 2002, che non portò a termine.

### Carriera politica
Dopo il ritiro completò gli studi in legge presso la Griffith University di Brisbane e lavorò come avvocato; candidatasi come indipendente alle elezioni parlamentari in Australia del 2019 nella divisione di Warringah, ha sconfitto l'ex primo ministro liberale Tony Abbott, riuscendo eletta alla Camera dei rappresentanti.

## Palmarès

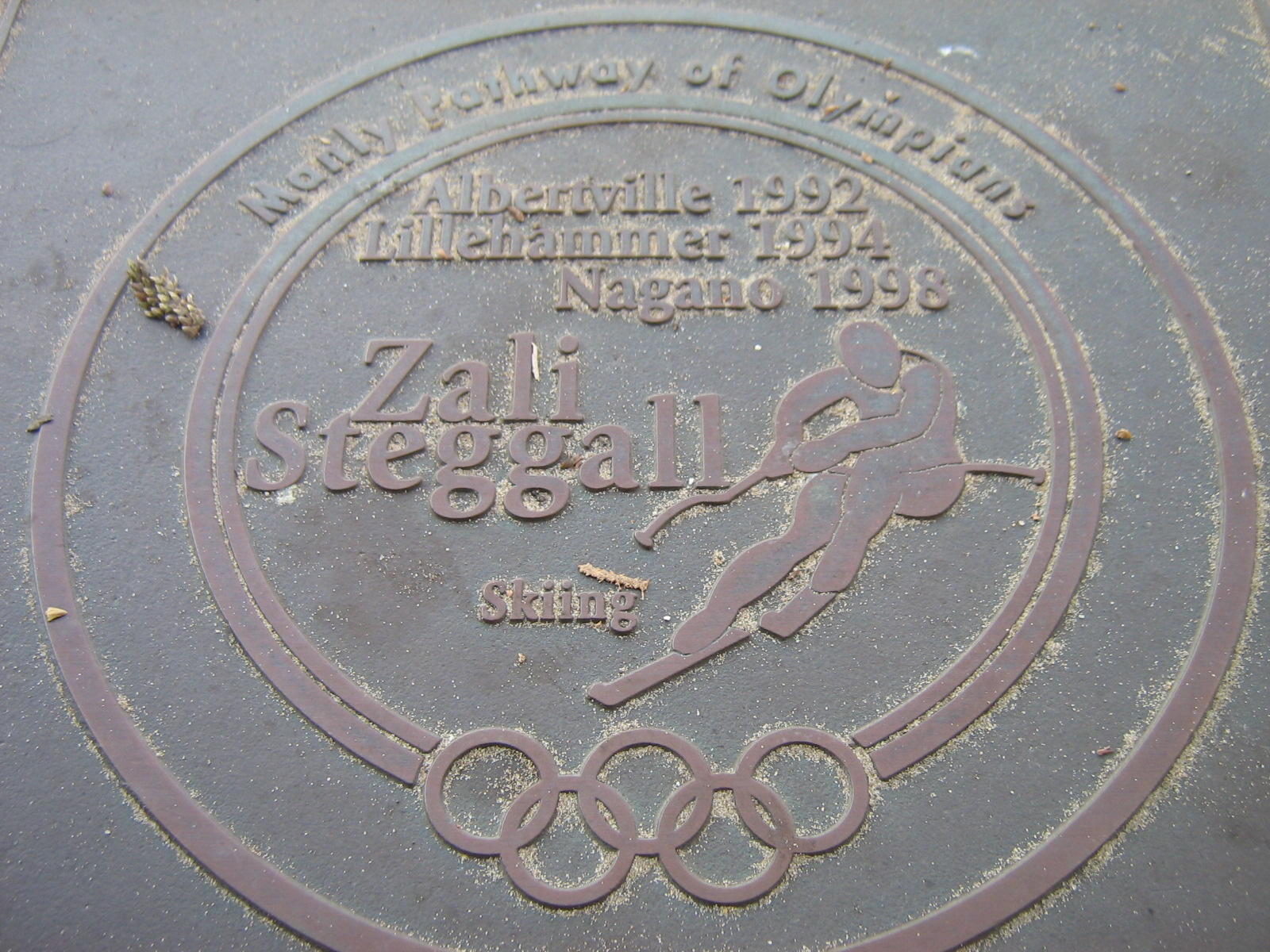
Targa commemorativa delle partecipazioni olimpiche di Zali Steggall sul "Marciapiede degli olimpici" (Pathway of Olympians) a Manly

### Olimpiadi
- 1 medaglia:
  - 1 bronzo (slalom speciale a Nagano 1998)

### Mondiali
- 1 medaglia:
  - 1 oro (slalom speciale a Vail/Beaver Creek1999)

### Coppa del Mondo
- Miglior piazzamento in classifica generale: 32ª nel 1998
- 2 podi (entrambi in slalom speciale):
  - 1 vittoria
  - 1 secondo posto

#### Coppa del Mondo - vittorie
| Data             | Località  | Paese       | Specialità |
| ---------------- | --------- | ----------- | ---------- |
| 23 novembre 1997 | Park City | Stati Uniti | SL         |

Legenda:

SL = slalom speciale

### Coppa Europa
- 3 podi (dati dalla stagione 1994-1995):
  - 1 vittoria
  - 2 terzi posti

#### Coppa Europa - vittorie
| Data            | Località    | Paese  | Specialità |
| --------------- | ----------- | ------ | ---------- |
| 7 dicembre 1997 | Piancavallo | Italia | SL         |

Legenda:

SL = slalom speciale

### Australia New Zealand Cup
- 12 podi (dati dalla stagione 1994-1995):
  - 9 vittorie
  - 2 secondi posti
  - 1 terzo posto

#### Australia New Zealand Cup - vittorie
| Data              | Località     | Paese         | Specialità |
| ----------------- | ------------ | ------------- | ---------- |
| 30 agosto 1994    | Thredbo      | Australia     | GS         |
| 7 settembre 1994  | Mount Buller | Australia     | SL         |
| 23 agosto 1995    | Thredbo      | Australia     | GS         |
| 6 settembre 1995  | Mount Buller | Australia     | GS         |
| 8 settembre 1995  | Mount Buller | Australia     | SL         |
| 14 settembre 1995 | Whakapapa    | Nuova Zelanda | GS         |
| 11 settembre 1996 | Mount Buller | Australia     | SL         |
| 4 settembre 1997  | Mount Buller | Australia     | SL         |
| 1º settembre 2000 | Coronet Peak | Nuova Zelanda | GS         |

Legenda:

GS = slalom gigante

SL = slalom speciale

### Campionati australiani
- 9 medaglie (dati dalla stagione 1994-1995)[4]:
  - 7 ori (slalom gigante, slalom speciale nel 1994; slalom gigante, slalom speciale nel 1995; slalom speciale nel 1997; slalom speciale nel 1998; slalom speciale nel 1999)
  - 1 argento (slalom gigante nel 1997)
  - 1 bronzo (slalom gigante nel 1998)